# Clara Benoits
Clara Benoits, née Hesser le 11 janvier 1930 à Paris, morte le 13 décembre 2023 à Paris, est une syndicaliste française affiliée à la Confédération générale du travail, une femme politique. Elle est membre du Parti communiste français mais est rapidement en désaccord avec sa ligne politique et le quitte en 1968. Avec son mari Henri Benoits, elle défend l'indépendance de l'Algérie et soutient activement le Front de libération national. Militante féministe de tout temps, elle s'engage surtout dans les années 1970.

## Biographie

### Enfance et famille
Clara Hesser est née le 11 janvier 1930 dans une famille d'immigrés hongrois. Elle est la deuxième de quatre enfants.
Son père, Ignace Hesser (-1953), d'origine juive hongroise, est un ancien militant du parti social-démocrate de Hongrie. Il émigre en France après l'échec de la République des conseils de Bela Kun en 1919. Ouvrier professionnel qualifié, il travaille dans la métallurgie, notamment à l'usine Renault de Boulogne-Billancourt, et se syndique rapidement à la CGT. Sa mère, née dans une famille catholique hongroise est, elle aussi, arrivée en France dans les années 1920, munie d’un contrat de travail pour les filatures du Nord, à Roubaix ou Tourcoing. Par la suite, elle travaille comme dame de compagnie sur la Côte d’azur puis comme ouvrière dans les usines métallurgiques de la Seine, notamment chez Renault à Boulogne-Billancourt en 1923-1924. Le couple s'est vraisemblablement rencontré là. Ils demandent la nationalité française après la naissance de Clara en 1930,.
Clara Hesser grandit à Billancourt, à proximité de l'usine où travaillent ses parents. Elle obtient une bourse qui lui permet d'entrer à l'école primaire supérieure en 1943. En 1945, elle tombe malade de la tuberculose et doit passer un an dans un sanatorium de l’Ain, de 1945 à 1946. À son retour, elle passe le brevet primaire supérieur avec succès mais interrompt ses études pour soutenir sa famille, son père étant malade. Elle obtient un brevet commercial en 1947 et entre comme dactylographe chez Renault, au service Exportation, le 10 mars 1949, grâce à un ami rencontré aux auberges de jeunesse dont elle est adhérente,. 

### Syndicalisme
Elle se syndique à la CGT, devient déléguée du personnel à la suite d'une grève en 1950 - et le reste pendant 20 ans - et entre au Comité exécutif du syndicat, qui regroupe les ouvriers et les mensuels au début des années 1950,. Dans le cadre de son mandat, elle est amenée à côtoyer de nombreux ouvriers algériens. 

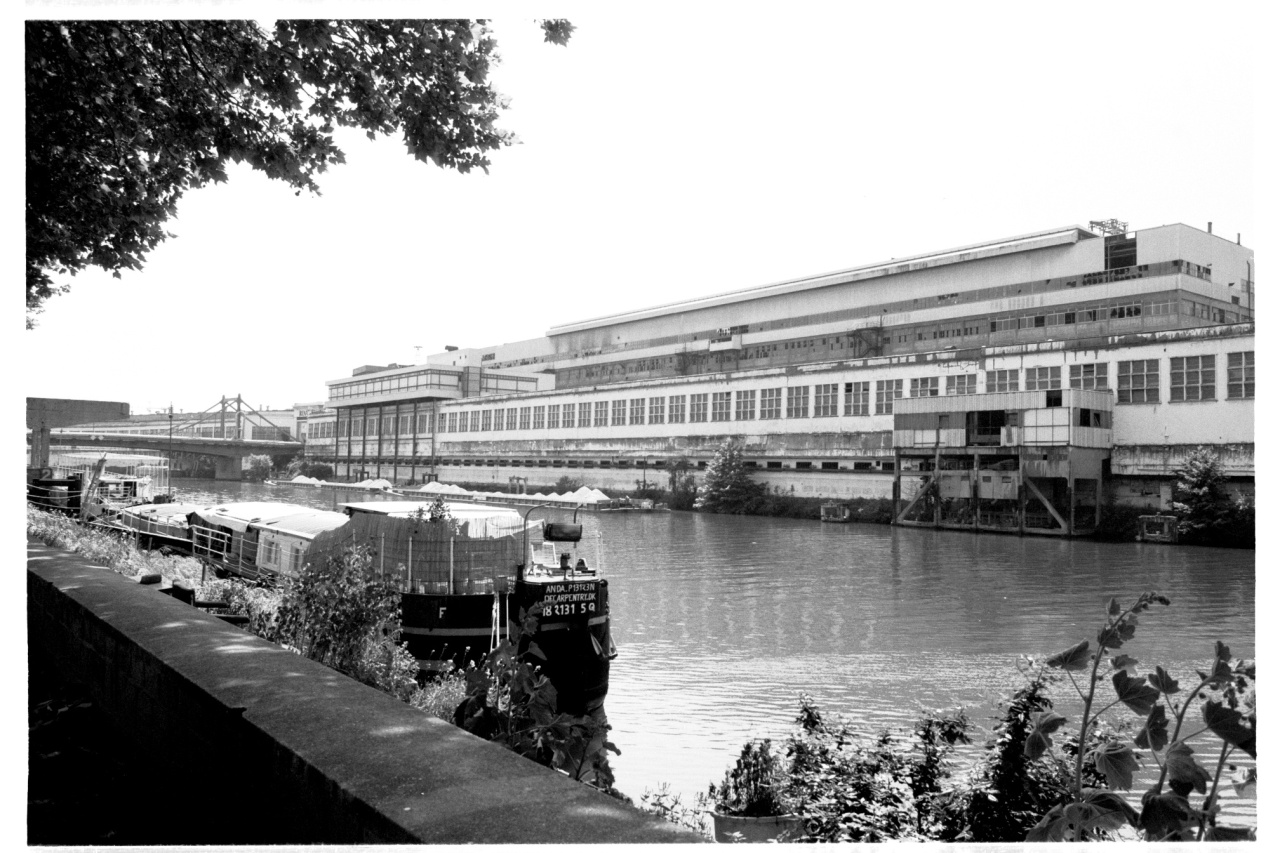
Usine Renault à l'Ile Seguin

### Le Parti communiste
Avec la délégation Renault, elle participe au Festival mondial de la Jeunesse qui se tient à Budapest en 1949 et adhère ensuite au Parti communiste. Elle en reste membre jusqu’en 1968, au sein de la cellule Marcel Bec.
Lors d'une grève en 1952, elle rencontre le militant trotskiste Henri Benoits sur leur lieu de travail. Ils attendent 1963 et la fin de la guerre d'Algérie pour se marier et avoir un enfant, Sophie. 
Le vote par les députés communistes des pouvoirs spéciaux pour le maintien de l’ordre en Algérie en 1956 et la répression de l’insurrection hongroise. renforcent son désaccord avec la ligne du parti. Elle constate - et signale à sa section- que les récits de ses amis hongrois rencontrés au Festival de la jeunesse sont en contradiction avec l'hypothèse du parti d'une contre-révolution. Elle souligne, à la conférence de la section Renault du parti en 1957, les carences de la section dans la prise en compte des intérêts des travailleurs algériens et marque son désaccord avec la position colonialiste du parti qui, à la même période, milite pour la paix en Algérie,.
« Nous n’avons rien à perdre à nous prononcer sans équivoque pour l’indépendance algérienne »
À cause de ses positions dissidentes, Clara Hesser est désavouée par sa section, sommée de ne plus lire la presse bourgeoise et d’assimiler la ligne du parti. Certains camarades de sa cellule affirment que « de telles considérations sont fondamentalement étrangères à la ligne du Parti et ont conseillé vivement à la camarade Clara de faire de gros efforts pour assimiler sérieusement la politique du Parti, notamment d’étudier les liens existant entre l’intérêt national et l’intérêt de la classe ouvrière. [... Ils] lui recommandent de travailler à mieux assimiler la politique de notre Parti en étudiant attentivement sa presse et ses publications et lui rappellent que la lecture de la presse étrangère au Parti, où s’étalent les thèses de divisions, risque de conduire à la confusion sur le plan idéologique » (compte rendu d’assemblée générale, mars 1957). Confortée par des camarades de section qui la soutiennent et notamment son compagnon Henri Benoits, elle décide de ne pas quitter la parti dans l'immédiat,. 
Fin 1968, année de l'invasion de la Tchécoslovaquie par l'URSS, elle ne renouvelle pas sa carte de membre du Parti communiste.

### Soutien à l'indépendance algérienne
En 1961, La Fédération du France du Front de libération nationale (FLN) choisit six travailleurs de Renault comme témoins de la manifestation du 17 octobre 1961, qui se terminera par une répression sanglante. Clara et Henri Benoits en font partie. C'est à ce titre que trente-sept ans plus tard, en 1998, ils témoignent lors du procès que Maurice Papon a intenté à l'historien Jean-Luc Einaudi pour lui avoir attribué la responsabilité du massacre. Le documentaire Clara et Henri Benoîts - 31 ans et 35 ans en 1961 - Salariés chez Renault et militants syndicaux, rapporte leur témoignage sur la nuit du 17 octobre 1961.  

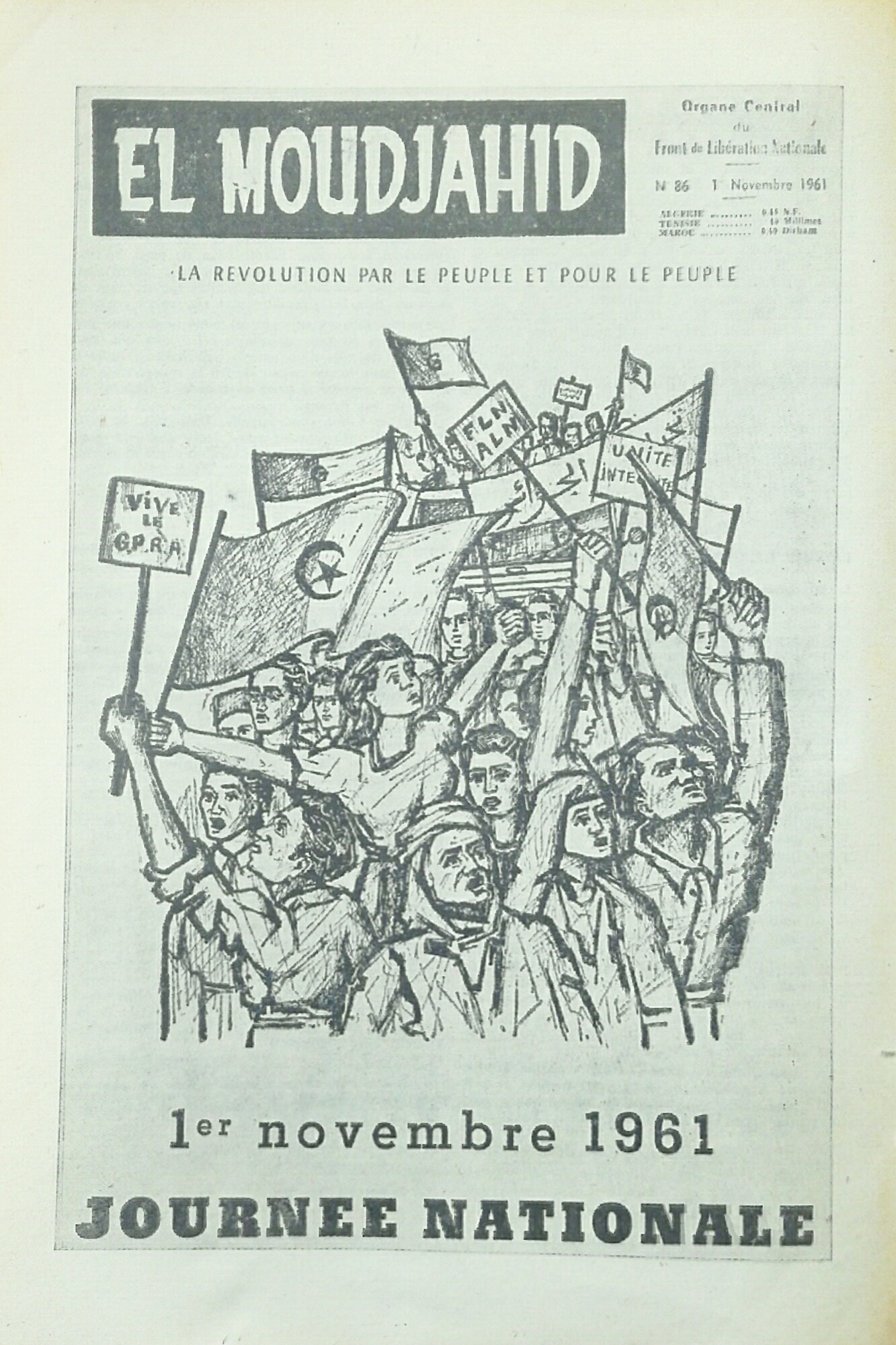
El Moudjahid, 1er novembre 1961

Elle est très active, avec Henri Benoits, dans le soutien au Front de libération nationale durant la guerre d’Algérie. Elle tape, reproduit et convoie des tracts, organise la diffusion du journal clandestin du FLN, El Moudjahid, est impliquée dans le Comité des mensuels pour la Paix en Algérie qui diffuse Vérité-Liberté et Témoignages et documents et dans le Comité d'aide aux emprisonnés et envoie des mandats aux prisonniers algériens détenus dans les camps du Larzac,.

### Lutte féministe
Dans les années 1970, Clara Benoits participe, au sein de la Régie Renault, à plusieurs mobilisations féministes. Elle est également active au sein du groupe « Femmes » de la Régie Renault, initié par Emmanuelle Dupuy et au Mouvement pour la liberté de l’avortement et de la contraception (MLAC). Au milieu des années 1970, des réunions du Planning Familial sont organisées dans l’entreprise durant les pauses.  
En 1975, Année de la femme, elle demande à plusieurs reprises à Renault de pouvoir participer à une formation qu’elle finit par obtenir, mais, à son retour, en guise de représailles, au lieu d'être réintégrée, elle est « mise à la disposition du personnel » pendant plusieurs années, mutée de service en service. En 1980, elle est affectée successivement à divers services et termine sa carrière chez Renault à la Documentation générale, en 1985.  
À partir de 1976, elle participe à l’Association de Soutien aux Travailleurs Immigrés (ASTI) d’Issy-les-Moulineaux.   
En 1997, Henri et Clara Benoits participent au film Renault, la puissance et les rêves de Philippe Worms.  
Elle vit à Issy-les-Moulineaux et meurt le 13 décembre 2023.    

## Publications
- Clara Benoits, Henri Benoits, Jean-Claude Vessillier, Mohammed Harbi, L’Algérie au cœur, révolutionnaires et anticolonialistes à Renault-Billancourt, Syllepse, 2014, 222 p.  (ISBN 978-2849504307)

### Articles
- avec Henri Benoits et Jacques Vessiliers, Ben Bella, combattant anti-impérialiste, Europe solidaire, 2012. Lire en ligne
- avec Henri Benoits, « L’Algérie au cœur » ou le combat anticolonialiste à Renault-Billancourt, Europe solidaire, 2014. Lire en ligne
- avec Henri Benoits, Mai 68 dans les entreprises : Grève et occupation à Renault Billancourt, Europe solidaire, 2018. Lire en ligne